# Lac Avranches
Pour les articles homonymes, voir Avranches (homonymie).
Le lac Avranches est plan d’eau douce traversé par la rivière Broadback, situé dans Eeyou Istchee Baie-James (municipalité), dans la région administrative du Nord-du-Québec, dans la province de Québec, au Canada.
Ce plan d’eau fait partie de la réserve faunique Assinica. Les zones environnantes sont propices à la chasse et à la pêche. La foresterie constitue la principale activité économique du secteur ; les activités récréotouristiques en second.
Le bassin versant du lac Avranches est desservi par quelques routes forestières pour la foresterie et les activités récréotouristiques. Ces routes se connectent du côté Sud à une route principale menant vers le Sud à Chibougamau ; cette route enjambant le détroit entre la partie principale du lac Frotet et la baie Moléon (située au Sud-Ouest de ce dernier lac).
La surface du lac Avranches est habituellement gelée de la fin octobre au début mai, toutefois la circulation sécuritaire sur la glace se fait généralement de la mi-novembre à la fin d'avril.

## Géographie
Les principaux bassins versants voisins du lac Avranches sont :
- côté nord : rivière Broadback, lac Canotaicane, lac de l'Hirondelle (rivière Natastan), lac Cocomenhani, rivière Rupert, rivière Natastan ;
- côté est : lac Messière, Lac De L'Épervanche, rivière De Maurès, lac Larabel, lac Savignac, lac Bueil, rivière De Maurès ;
- côté sud : lac Troilus, lac Frotet, lac Châtillon (rivière Châtillon), baie Moléon, lac Regnault, lac Oudiette, lac Cachisca, lac Opataca, rivière Brock Nord, rivière Brock (rivière Chibougamau) ;
- côté ouest : rivière Broadback, lac Robineau, lac Péricard, lac Monbaudry.

Situé à l’Ouest du lac Mistassini, le lac Avranches comporte une superficie de 0,66 km2. Ce lac comporte une longueur de 31,2 km généralement vers le Nord, une largeur maximale de 2,4 km et une altitude de 349 m.
En forme de zigzags, le lac Avranches constitue un élargissement de la rivière Broadback. Ce lac comporte les caractéristiques suivantes (à partir de l’amont, soit à partir du pont d’une route forestière) :
- un segment de 7,4 km vers le Nord-Ouest, en traversant sur 2,0 km en début de segment (largeur de 2,4 km) jusqu’à un coude de rivière ;
- un segment de 4,1 km vers le Nord-Est, jusqu’à une île (longueur : 8,6 km ; largeur : 5,3 km) où débute le chenal menant vers le Nord-Ouest. Note : De là, une branche de la rivière continue vers le Nord-Est sur 12,3 km, soit jusqu’au fond d’une baie s’étirant sur 4,1 km au-delà de l’extrémité Nord-Est de l’île ; puis cette branche contourne le Nord de l’île sur un segment de 5,0 km vers l’Ouest ;
- un segment de 10,0 km vers le Nord-Ouest, constituant ainsi un cheval et en formant un crochet vers le Sud-Ouest, puis vers le Nord, en longeant la rive Ouest d’une île ;
- un segment de 9,7 km vers l’Ouest dans un élargissement de la rivière Broadback.

L’embouchure du lac Avranches est localisée au fond d’une baie du Nord du lac, soit à :
- 13,1 km à l’Ouest de l’embouchure du lac Troilus ;
- 64,8 km à l’Ouest du lac Mistassini ;
- 78,7 km au Sud-Ouest de l’embouchure du lac Mistassini qui constitue la tête de la rivière Rupert ;
- 84,5 km au Nord-Ouest du centre du village de Mistissini (municipalité de village cri) ;
- 122,1 km au Nord-Ouest du centre-ville de Chibougamau ;
- 146,1 km au Nord-Est de l’embouchure du lac Evans ;
- 290,2 km au Nord-Est de la confluence de la rivière Broadback et de la baie de Rupert[1].

## Toponymie
Le terme « Avranches » constitue une commune française.
Le toponyme "lac Avranches" a été officialisé le 5 décembre 1968 par la Commission de toponymie du Québec.